# IA-58攻擊機
IA-58攻擊機是阿根廷在20世紀60年代研發的對地攻擊機，這類對地攻擊機是針對敵方游擊隊那類武裝份子，故無需要是噴射機也無需太高的研發科技，IA-58攻擊機的綽號是「普卡拉（Pucará）」，這原本是指印加人的城堡，IA-58攻擊機是一種多用途飛機，除了對付敵方游擊隊，也能執行空中偵察、反非裝甲目標和運輸補給等任務。

## 基本資料
- 載員:2名
- 全長:14.25米
- 翼展:14.5米
- 機高:5.36米
- 機翼面積:30.3平方米
- 空重:4020公斤
- 最大起飛重:6800公斤
- 最快時速:500公里/小時
- 航程:3710公里
- 昇限:10000米
- 發動機:2俱渦輪螺旋槳發動機(馬力=978匹)
- 武裝:4挺7.62毫米口徑白朗寧M1919中型機槍+2挺20毫米口徑HS804機炮+機身下5個掛架掛上總共1500公斤各種空用武器

## 型號
- IA-58A--初期生産型
- IA-58B--30毫米口徑機關炮搭載型
- IA-58C--装甲強化型
- IA-58H
- IA-66

## 設計簡介

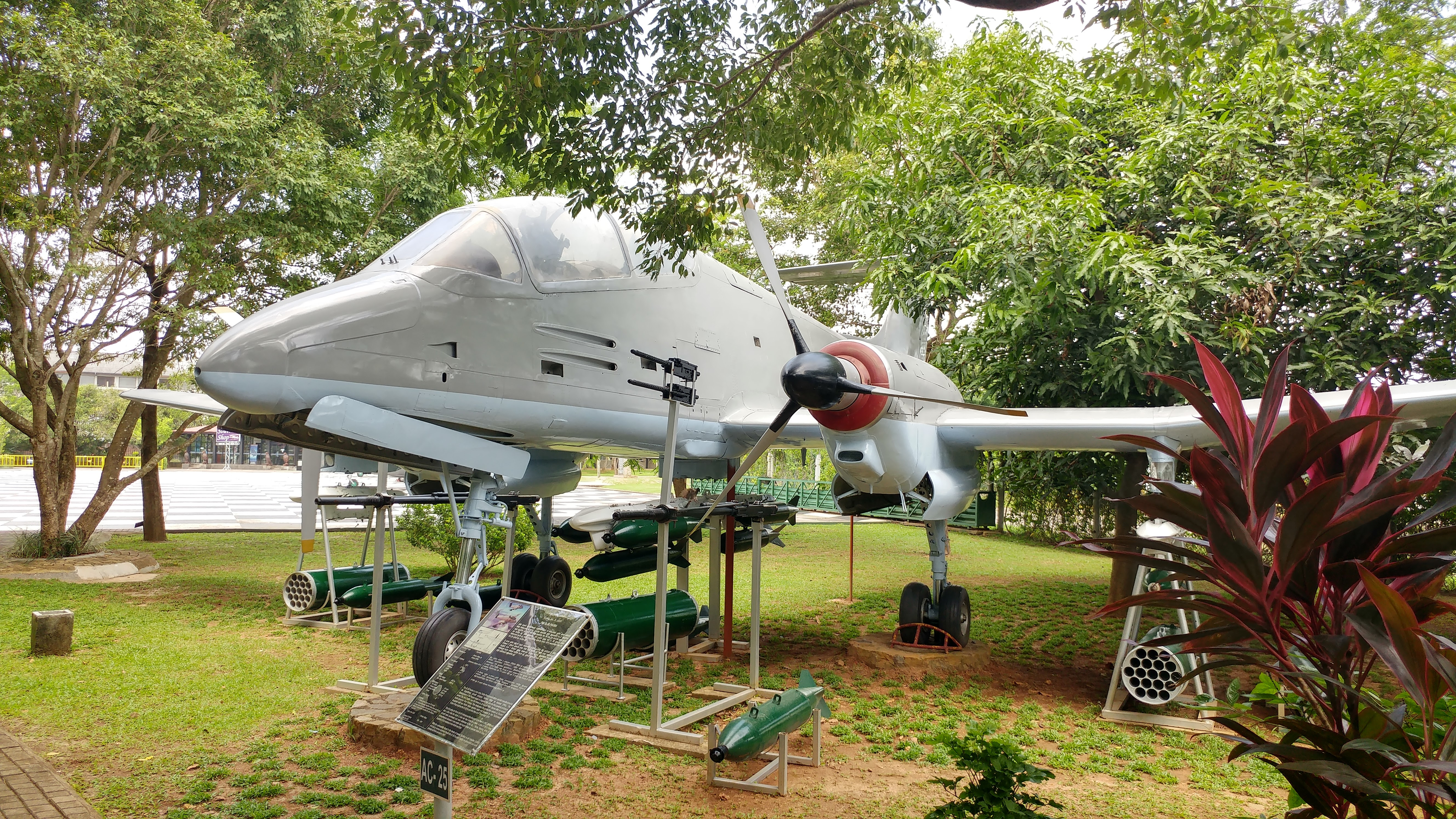
相片中斯里蘭卡空軍的IA-58攻擊機展示了其使用的武器

看上去IA-58攻擊機很像是第二次世界大戰時的雙發動機戰機，這是因為像這種祇是針對敵方游擊隊的攻擊機並不需要噴射動力，於是它採用了渦輪螺旋槳發動機，也因此其速度是音速以下而採用了平直翼，其機身設計也盡量簡單。

## 實戰
1975年12月，IA-58服役不久就用於對付阿根廷图库曼省的左翼游擊隊，1978年又用於對智利的邊界衝突，平時也用於反毒品走私。

### 福克蘭群島戰爭/馬爾維納斯群島戰爭
1982年4月至6月，英國和阿根廷為了爭奪福克兰群岛而爆發了馬島戰爭，5月15日，英軍特種兵偷襲西福克蘭的佩博島，炸毀了島上6架IA-58，之後又有兩架IA-58被擊落和有兩架被英軍軍艦炮轟擊毀，唯一的一架IA-58飛去史坦利斯港的空軍基地，之後有IA-58起飛去攻擊企圖登陸的英軍，5月27日，又有兩架IA-58去支援，5月28日凌晨，英軍再企圖登陸，島上3架IA-58起飛去攻擊英軍，令英軍在天亮時仍祇能佔領防線外圍，之後當日，這3架IA-58又要飛去轟炸東福克蘭卡米拉灣的英軍，其中一架IA-58被英軍防空炮火擊傷而不能再飛，故再出擊時祇有兩架去轟炸在西福克蘭的英軍登陸部隊，這次這兩架IA-58雖然能飛回基地但其中一架已被打成重傷，這3架IA-58需要修理但最終祇能修理好2架，這兩架IA-58又要起飛去轟炸在古斯格林的英軍，這次也有一架英軍直昇機被擊落但阿軍的IA-58也有一架撞山，飛行員屍骸直至1986年才被發現，這時在福克蘭祇有一架IA-58可勉強起飛作戰（此機的左副翼和襟翼皆有損傷），故又有3架IA-58被派去支援。
5月28日下午將近日落時份，兩架IA-58又起飛去轟炸英軍，其中一架掛炸彈而另一架掛火箭彈，結果掛炸彈那架飛回來但已重傷至無法修理，掛火箭彈那架被英軍防空飛彈擊落，飛行員在彈射後被俘虜，這時在福克蘭祇剩下一架IA-58是原好但阿根廷軍決定放棄再戰，當天晚上在福克蘭的IA-58飛行員坐C-130運輸機回到阿根廷本土，其餘的人把IA-58的機載武器拆下來打陸戰，其中包括把原本掛在IA-58機翼下的火箭彈放在陸地上發射，估計總共發射了170發火箭並造成250個英軍陣亡，到第2日（5月29日），阿根廷軍雖然又派了3架IA-58去福克蘭但最終被英軍俘獲，估計在整場戰爭當中總共損失了24架IA-58，其中除了少數被擊落，大部份是連起飛都沒有機會就被毀在地面。

## 使用國家

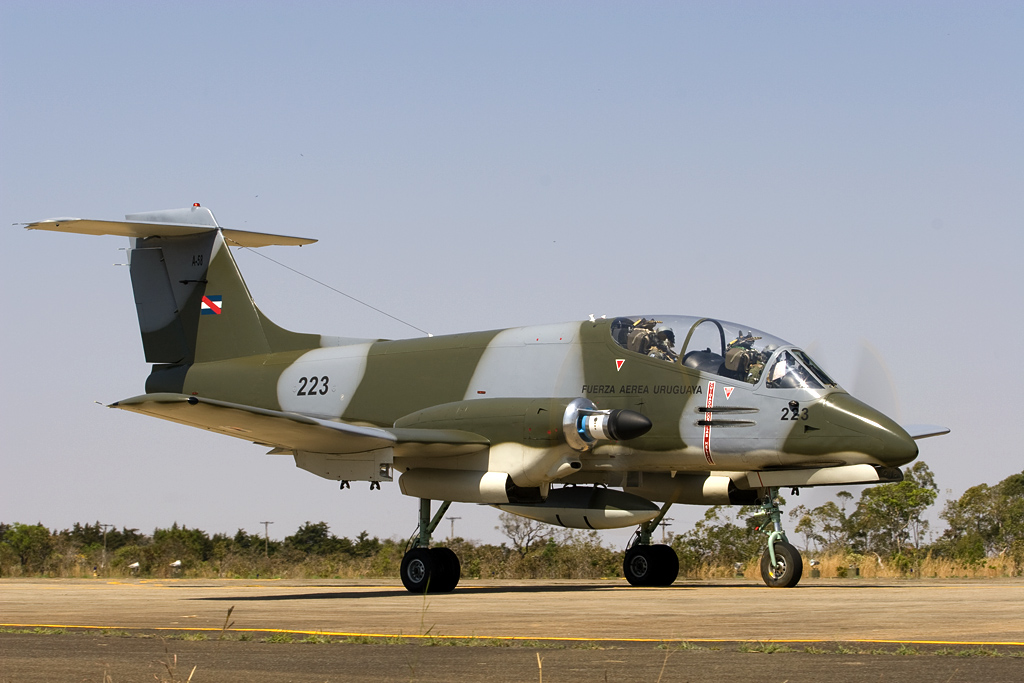
烏拉圭空軍的IA-58攻擊機

- 阿根廷--生產國
- 乌拉圭--外銷7架
- 斯里蘭卡--外銷4架
- 哥伦比亚--外銷3架
- 英国--擄獲機